# Ясна Поляна (Баштанський район)
Ясна Поляна — селище в Україні, у Снігурівській міській громаді Баштанського району Миколаївської області. Населення становить 13 осіб.

## Населення

### Мова
Розподіл населення за рідною мовою за даними перепису 2001 року:
| Мова       | Кількість | Відсоток |
| ---------- | --------- | -------- |
| українська | 9         | 69.23%   |
| російська  | 4         | 30.77%   |
| Усього     | 13        | 100%     |

1. ↑  Рідні мови в об'єднаних територіальних громадах України — Український центр суспільних даних